# Веретенов, Василий Алексеевич
Василий Алексеевич Веретенов — советский хозяйственный, государственный и политический деятель, Герой Социалистического Труда.

## Биография
Родился в 1907 году в селе Мотмос. Член КПСС.
С 1924 года — на хозяйственной, общественной и политической работе. В 1924—1967 гг. — работник торфоразработок, посадчик шихты Выксунского металлургического завода, слушатель курсов и сталевар на Канавинском металлургическом комбинате, сталевар мартеновского цеха Выксунского металлургического завода Горьковского совнархоза.
Указом Президиума Верховного Совета СССР от 19 июля 1958 года присвоено звание Героя Социалистического Труда с вручением ордена Ленина и золотой медали «Серп и Молот».
Делегат XXI съезда КПСС.
Умер в селе Мотмос в 1991 году.